# آنتوان دانشه

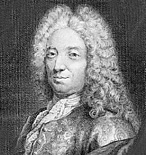
آنتوان دانشه

آنتوان دانشه (به انگلیسی: Antoine Danchet) نمایش‌نامه‌نویس، شاعر اپرا و دراماتیک اهل فرانسه بود.
وی در ۷ سپتامبر ۱۶۷۱ در شهر ریوم زاده شد و در ۲۱ فوریه ۱۷۸۴ درگذشت.
او در سال ۱۷۰۵ میلادی به‌عضویت فرهنگستان کتیبه‌شناسی و زبان‌های باستانی فرانسه درآمد و در سال ۱۷۱۲ میلادی به‌عنوان یکی از اعضای فرهنگستان فرانسه انتخاب شد.

## آثار شاخص
- Hésione (1700) ;
- Tancrède (1702) ;
- Cyrus (1706) ;
- Les Tyndarides (1708) ;
- Les Héraclides (1719) ;
- Nitétis (1724).